# Alfred Korzybski
Alfred Korzybski (Varsavia, 3 luglio 1879 – Lakeville, 1º marzo 1950) è stato un ingegnere, filosofo e matematico polacco.

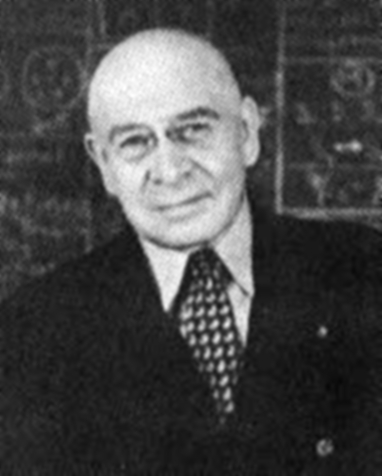
Alfred Korzybski

Viene ricordato principalmente per aver sviluppato la teoria della Semantyka ogólna (it.: semantica generale; en.: General Semantics).

## Biografia

Stemma della famiglia Korzybski

Nacque nella Polonia assoggettata all'Impero russo, in una famiglia aristocratica che da generazioni annoverava tra i suoi membri matematici, scienziati ed ingegneri. Fin dall'infanzia apprese e divenne fluente in quattro lingue: il polacco che imparò a casa, il russo che studiò a scuola, il francese ed il tedesco che apprese dalle sue due governanti madrelingua. Scelse di studiare ingegneria e frequentò l'Università di Varsavia.
Durante la prima guerra mondiale servì come analista militare nell'esercito russo. Dopo aver subito ferite ad una gamba ed altre parti del corpo, nel 1916 fu trasferìto in Nord America, prima in Canada, poi negli USA, per coordinare l'invio di artiglieria al fronte. Curò anche le pubbliche relazioni, tenendo conferenze sul conflitto per i polacco-americani e promuovendo la vendita di obbligazioni per finanziare il conflitto. Terminata la guerra decise di rimanere negli USA, ottenendo la cittadinanza nel 1940. Nel 1921 pubblicò il suo primo saggio, Manhood of Humanity, nel quale proponeva e spiegava nel dettaglio una nuova teoria sulla natura umana collegata al concetto di time-binding.

## General Semantics (Semantyka ogólna)
L'opera di Korzybski culminò nella fondazione di una nuova disciplina che chiamò General Semantics ("Semantica generale", d'ora in avanti GS), da non confondersi con la semantica. I principi base della General Semantics furono esposti nel libro Science and Sanity, pubblicato nel 1933. Nel 1938 fondò un istituto finalizzato allo sviluppo delle sue teorie, l'Institute of General Semantics, che diresse fino alla morte. L'essenza del lavoro di Korzybski fu l'affermare che gli esseri umani sono limitati nelle loro conoscenze dalla struttura del loro sistema nervoso e dalla struttura dei loro linguaggi. Gli esseri umani non possono sperimentare il mondo direttamente, ma solo attraverso le loro astrazioni (impressioni non verbali, che derivano dal sistema nervoso e indicatori verbali derivati ed espressi dalla lingua).
Qualche volta le nostre percezioni e la nostra lingua ci allontanano dai fatti con i quali abbiamo a che fare; la nostra comprensione di ciò che sta accadendo perde aderenza strutturale con ciò che sta accadendo. Korzybski sottolineò l'importanza dell'addestramento alla consapevolezza dell'astrazione, usando tecniche che aveva derivato dai suoi studi della matematica e delle scienze. Egli definì questa consapevolezza, obiettivo del suo sistema, la "coscienza dell'astrarre" (consciousness of abstracting). Il suo sistema includeva la capacità di modificare il modo di approcciare la realtà, p. es. con l'atteggiamento "Non so, vediamo", per meglio scoprirla così come le scienze moderne ce la mostrano. Una di questa tecniche implicava il divenire internamente ed esternamente calmi, un'esperienza che chiamò "silenzio sui livelli oggettivi" (silence on the objective levels).

## Korzybski e il verboessere
Molti tra i sostenitori e tra i critici di Korzybski tendono a ridurre il suo sistema, piuttosto complesso, ad una faccenda di cosa egli sostiene circa il verbo essere. Il suo sistema, comunque, è basato principalmente su terminologie come i diversi ordini di astrazione, e formulazioni come coscienza dell'astrarre.
Spesso si sostiene anche che Korzybski si oppose all'uso del verbo essere, ma si tratta di un'esagerazione. Egli teorizzò che certi usi del verbo essere (l'"essere di identità" e l'"essere di") fossero fallaci nella struttura, come per esempio nell'affermazione "Joe è uno sciocco" (detto di una persona di nome Joe che ha fatto qualcosa ritenuto sciocco). Nel sistema di Korzybski una valutazione di "Joe" appartiene ad un più alto ordine di astrazione che "Joe stesso". Il rimedio di Korzybski consiste nel rifiutare l'identità; in questo esempio, restare consapevoli che “Joe” non è ciò che “chiamiamo” lui. Troviamo "Joe" non nel dominio verbale, il mondo delle parole, ma nel dominio non verbale (i due domini, disse, corrispondono a due diversi ordini di astrazione).
Questo concetto è ben espresso da una delle premesse della GS, ossia una mappa non è il territorio. Si noti che la frase usa il predicato non è: tale esempio mostra che l'autore non intendeva abbandonare il verbo essere come tale. Egli disse che non vi erano problemi strutturali con il verbo essere, quando usato per definire l'esistenza o la locazione. Qualche volta sarebbe anche corretto usare le forme sbagliate di tale verbo, purché si resti consapevoli delle loro limitazioni strutturali.

## Una mappanon èil territorio

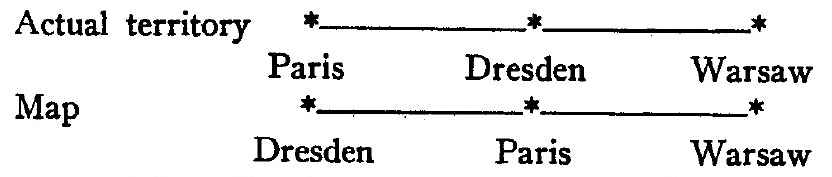
Lo schema originale della relazione mappa-territorio in Science and Sanity, p. 58

Il 28 dicembre 1931, a New Orleans, durante il meeting dell'American Mathematical Society, l'autore presenta per la prima volta il diagramma esemplificativo del rapporto di radicale distinzione tra mappa e territorio (map-territory relation), corrispondente al suo principio semantico fondamentale: "A map is not the territory".
La differenza, d'importanza capitale, tra rappresentazione e mondo reale, era già stata espressa pittoricamente con Il tradimento delle immagini di René Magritte, e venne successivamente riformulata in una battuta di spirito, il menù non è il pasto (attribuita ad Alan Watts). Questa necessaria consapevolezza della distinzione tra immagine e mondo, tra formulazione linguistica ed evento, in medicina verrà espressa mediante l'avvertenza metodologica che una diagnosi non è una malattia, sostenuta per esempio da Thomas Szasz.

## Aneddoto su Korzybski
Un giorno, mentre teneva una lezione ad un gruppo di studenti, il professore s'interruppe per prendere dalla sua borsa un pacchetto di biscotti, avvolto in un foglio bianco. Borbottò che aveva solo bisogno di mandar giù qualcosa, e offrì i biscotti agli studenti seduti nella prima fila. Alcuni ne accettarono uno. – Buoni questi biscotti, non vi pare? – disse Korzybski dopo averne preso un secondo. Gli studenti masticavano vigorosamente. Poi tolse il foglio bianco, mostrando il pacchetto originale sul quale c'era l'immagine di una testa di cane e le parole “biscotti per cani”. Gli studenti videro il pacchetto, e rimasero scioccati; due di loro si precipitarono fuori dall'aula verso i bagni tenendo le mani davanti alla bocca. – Vedete signori e signore? – commentò Korzybski – Ho appena dimostrato che la gente non mangia solo il cibo, ma anche le parole, e che il sapore del primo è spesso influenzato dal sapore delle seconde −. La sua burla mirava ad illustrare come certe sofferenze umane vengano originate dalla confusione tra la rappresentazione linguistica della realtà e la realtà stessa.

## Diffusione
L'opera di Korzybski ha influenzato diverse scuole ed organizzazioni, come la Gestalt, la Psicoterapia RET - REBT e la Programmazione neuro linguistica (specialmente il Meta Modello). Come riportato nella terza edizione di Science and Sanity, l'esercito statunitense usò il suo sistema nella Seconda guerra mondiale in Europa per il trattamento dello stress da combattimento, sotto la supervisione dello psichiatra Douglas M. Kelley, il quale successivamente si occupò del trattamento degli ex-prigionieri del campo nazista di Norimberga.
Korzybski ha altresì ispirato scienziati come il fisico Percy Williams Bridgman, il ricercatore W. Horsley Gantt (ex studente e collega di Ivan Petrovich Pavlov) e lo psichiatra William Alanson White oltre a diversi pensatori, artisti e scrittori tra cui Steve Allen, Gregory Bateson, Jan Bucquoy, Kenneth Burke, William S. Burroughs, Stuart Chase, Albert Ellis, Douglas Engelbart, Buckminster Fuller, Tommy Hall, Robert A. Heinlein, Frank Herbert, Ron Hubbard, Henri Laborit, Alvin Toffler, A. E. van Vogt e Robert Anton Wilson.